# Magistralni put 37
Die Magistralni put 37 ist eine Bundesstraße in Serbien. Sie beginnt in Selište an der Magistralni put 36 und führt in nordöstlicher Richtung über Brestovac nach Vražogrnac, wo sie an der Magistralni put 35 anschließt.